# Minotti Bøhn
Conrad Norman Minotti Bøhn (14 maggio 1888 – 6 giugno 1975) è stato un calciatore norvegese, di ruolo attaccante.

## Carriera

### Club
Bøhn vestì la maglia del Mercantile, club con cui vinse la Coppa di Norvegia 1907, andando anche a segno nella finale contro il Sarpsborg, vinta per 3-0.

### Nazionale
Bøhn giocò nel primo incontro della storia della Nazionale norvegese. Fu infatti schierato in campo nella sconfitta per 11-3 contro la Svezia, realizzando la prima rete di sempre per l'appena costituita selezione scandinava. Nel corso della sfida, realizzò una doppietta: conseguentemente, fu anche il primo calciatore norvegese a realizzare più di un gol con la maglia della Nazionale.

## Palmarès

### Club

#### Competizioni nazionali
- Coppa di Norvegia: 1

Mercantile: 1907